# أورزيغورومش
أورزيغورومش – حسب قائمة ملوك بابل أ والقائمة التزامنية للملوك هو الحاكم السادس من السلالة الكاشية. في نقش أغوم-كاكرمر يُذكر كأب أغوم الثاني.

## الاسم
تم ذكر اسم هذا الحاكم في ثلاثة مصادر:
| المصدر                   | كتابة اسم الملك                                                |
| ------------------------ | -------------------------------------------------------------- |
| قائمة ملوك بابل أ        | m/UR-zi\-U(= guru12)-maš (I 21')                               |
| القائمة التزامنية للملوك | mUR-zi-g[u-r]u-/ma\-áš (I 15')                                 |
| نقش أغوم-كاكرمر          | /UR-ši\-gu-ru-maš (V R 33 I 2) UR-ši-/gu-ru-maš\ (V R 33 I 13) |

لا يزال نطق الاسم غير مؤكد، خاصة أول مقطعين منه. الأول دائمًا رمز UR، الذي قد يُقرأ أيضًا. taš/taz والثاني يُكتب -zi- في قائمتي الملوك و-ši- في نقش أغوم-كاكرمر. لذلك يمكن قراءة الاسم في القائمتين كـ أورزيغورومش أو تاززيغورومش، وفي نقش أغوم-كاكرمر كـ أورسِيغورومش أو تاششيغورومش.

## الحكم
لا توجد نقوش معروفة لهذا الحاكم، كما أنه غير مذكور في أي مصادر مكتوبة معاصرة له. المصدر الوحيد لمعلومات عنه هي قوائم الملوك اللاحقة (قائمة ملوك بابل أ والقائمة التزامنية للملوك) ونقش أغوم-كاكرمر. من قائمة ملوك بابل أ يُعرف فقط أنه الحاكم السادس من السلالة الكاشية، وسلفه كان آبي راتّاش (لم يُحفظ طول حكم أورزيغورومش أو اسم خليفته). كذلك في القائمة التزامنية للملوك أورزيغورومش هو السادس من السلالة الكاشية، لكن سلفه فيها هو كاشتيلياش الثاني، والتابع له هو هاربا-شيبق. أما نقش أغوم-كاكرمر فيذكر أورزيغورومش كأب لأغوم الثاني.
لا يُعرف بدقة متى حكم أورزيغورومش. تشير القائمة التزامنية للملوك إلى تزامنه مع الملك الآشوري شمس آداد الثاني (حوالي 1585–1580 ق.م.)، ولكن من المرجح أنه كان معاصرًا لآخر ملوك السلالة البابلية القديمة (النصف الثاني من القرن السابع عشر ق.م.).